# Ulster Bank
Ulster Bank is een Ierse bank en onderdeel van de NatWest Group.
Deze bank vormt de grote vier (Big Four) van Ierland samen met:
- Bank of Ireland
- Allied Irish Banks
- National Irish Bank - Ierse dochter van Danske Bank sinds 2007.

Ulster Bank werd opgericht in 1836 en overgenomen door de Westminster Bank in 1917. Als dochteronderneming van NatWest werd het een deel van de RBS Groep in 2000.
Vanaf 22 juli 2022 gaat RBS verder onder de nieuwe naam NatWest Group.
In februari 2021 besloot Natwest alle activiteiten van Ulster Bank in Ierland af te stoten. Het besluit was mede ingeven om de kosten te verlagen en de bankorganisatie te versimpelen. Ulster Bank is al 160 jaar actief in Ierland, was toen de derde bank in het land met uitstaande leningen van € 20 miljard en 2800 medewerkers. Dit besluit geldt niet voor Noord-Ierland.